# Adlerfarngewächse
Die Adlerfarngewächse (Dennstaedtiaceae) sind eine Familie der Echten Farne (Polypodiopsida). Die einzige europäische Art der Familie ist der Adlerfarn (Pteridium aquilinum).

## Merkmale

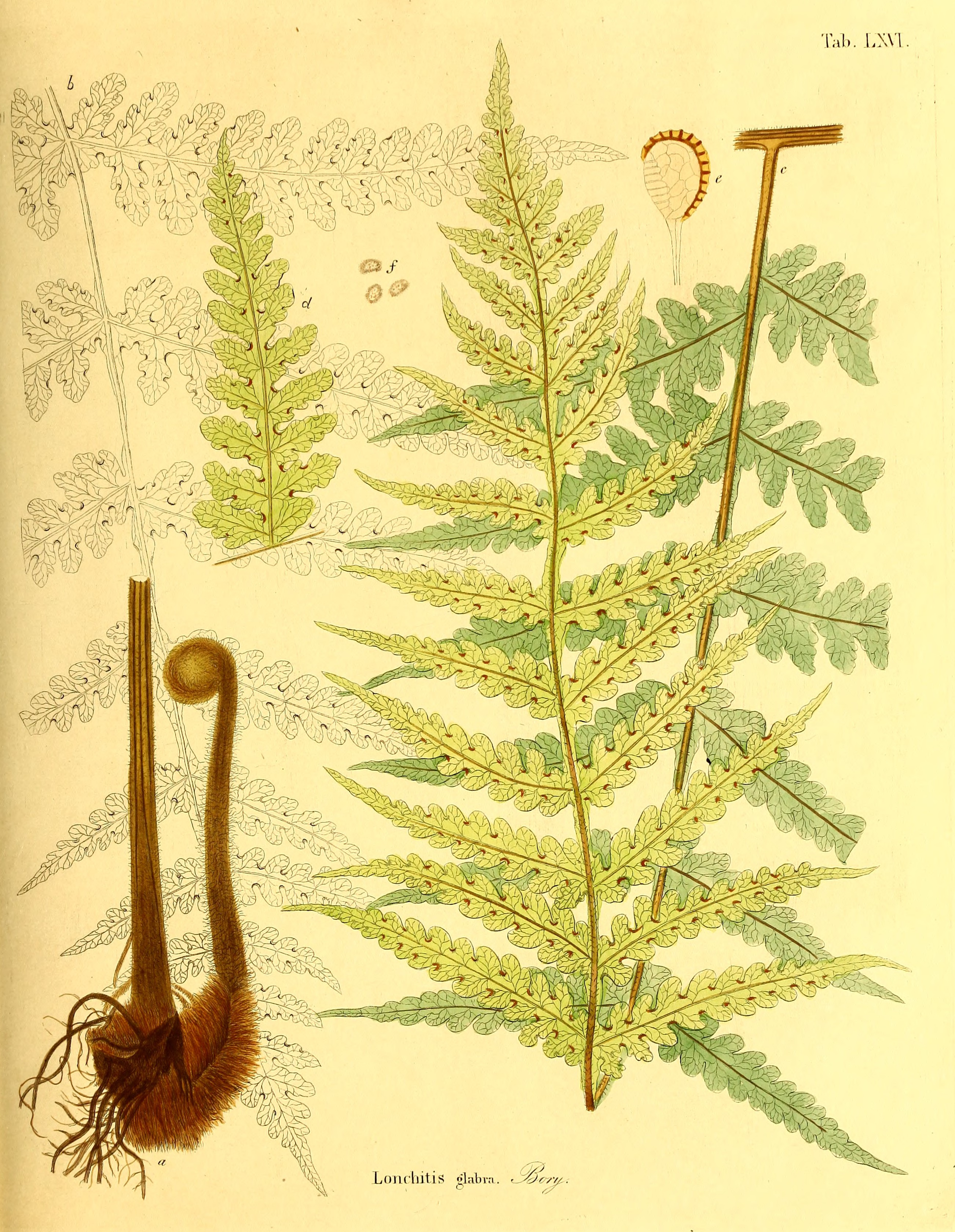
Illustration aus Die Farrnkräuter in kolorirten Abbildungen naturgetreu Erläutert und Beschrieben, 1840 von Blotiella glabra

Die Arten der Adlerfarngewächse wachsen terrestrisch, manchmal als Klimmer. Die Rhizome sind lang und kriechend. Häufig besitzen sie eine Siphonostele oder Polystele und sind mit Haaren besetzt. Die Blattstiele tragen häufig Knospen. Der Leitbündel sind dachrinnenförmig angeordnet. Die Blattspreiten (Wedel) sind häufig groß, zwei- oder dreifach gefiedert (auch öfter). Sie sind behaart. Die Nerven endigen frei, sind gabelig oder fiederig verzweigt, selten anastomosierend.
Die Sori stehen am oder nahe dem Blattrand (marginal oder submarginal), in einer Linie oder unterbrochen. Die Indusien sind dementsprechend linear oder becherförmig und sitzen am Blattrand. Die Sporen sind tetraedrisch und trilet (haben eine dreistrahlige Narbe), oder sie sind nierenförmig und monolet (haben eine Narbe).
Der Gametophyt ist grün und herzförmig.
Die Chromosomengrundzahl beträgt x = 26, 29, 30, 31, 33, 34, 38, 46, 47 oder 48.

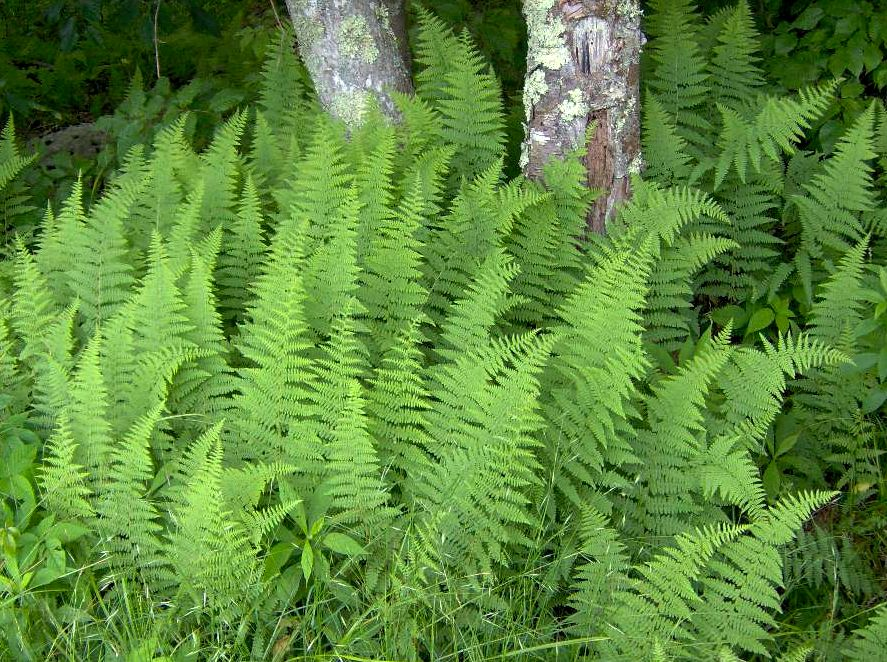
Dennstaedtia punctilobula

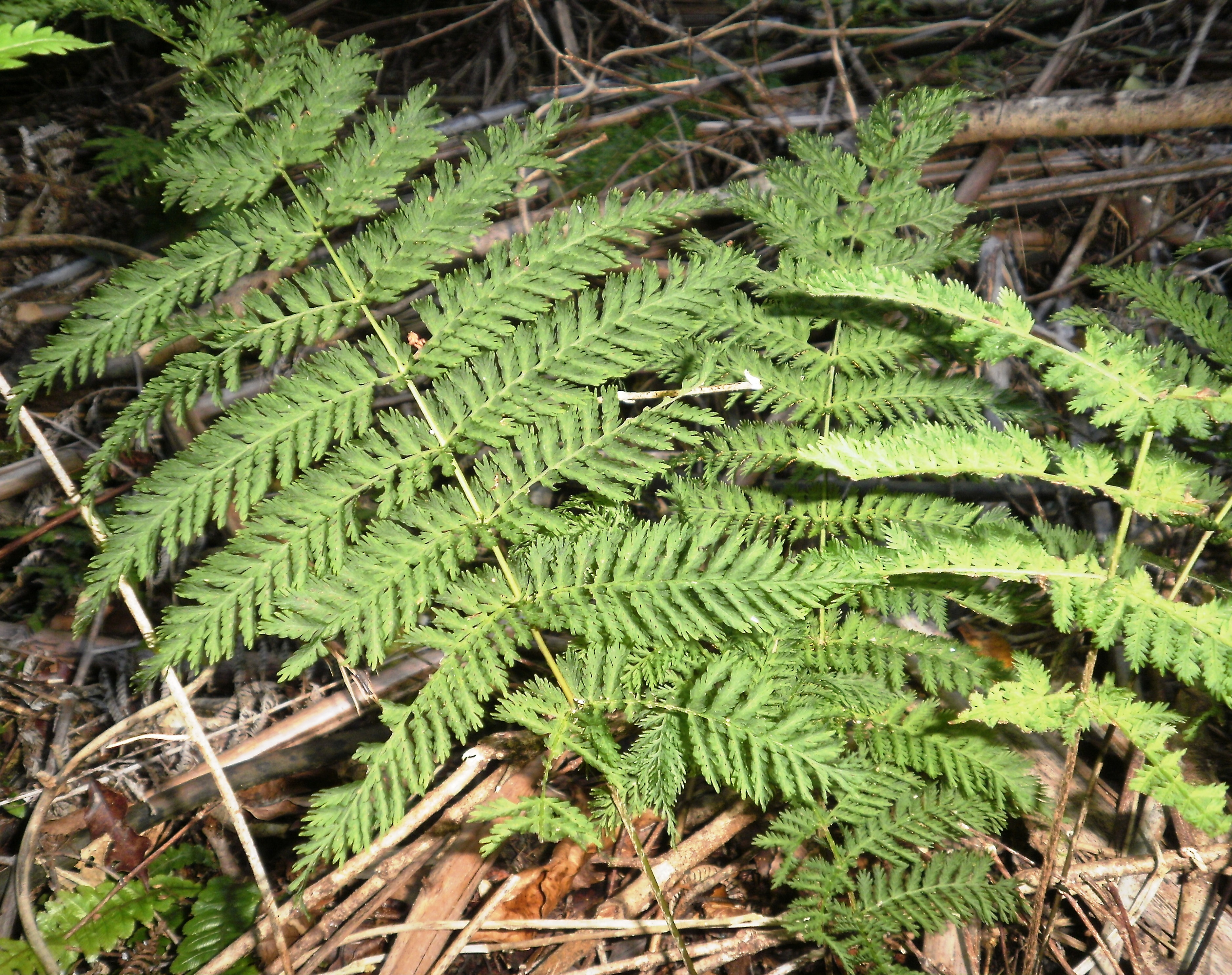
Leptolepia novae-zelandiae

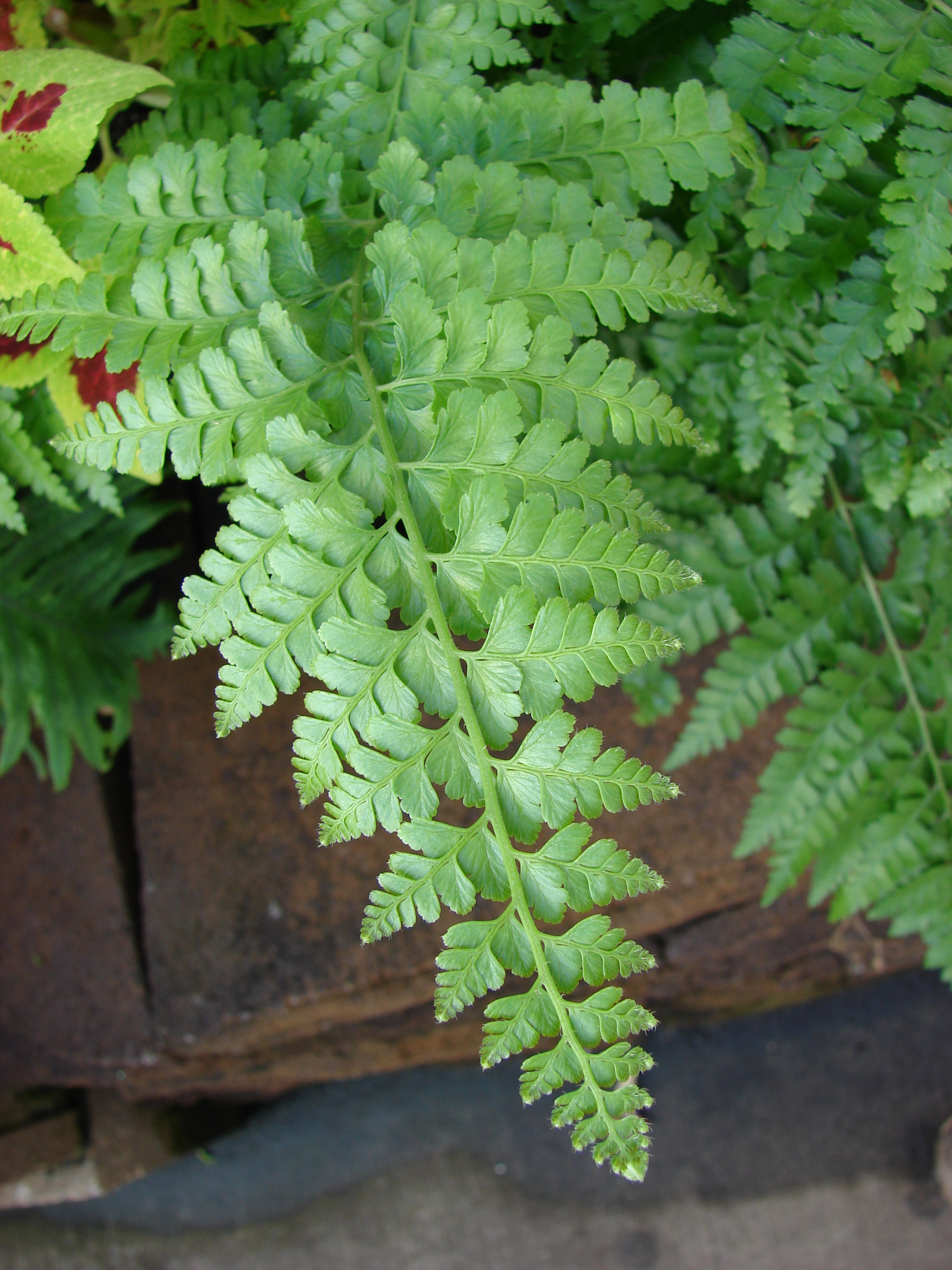
Microlepia strigosa

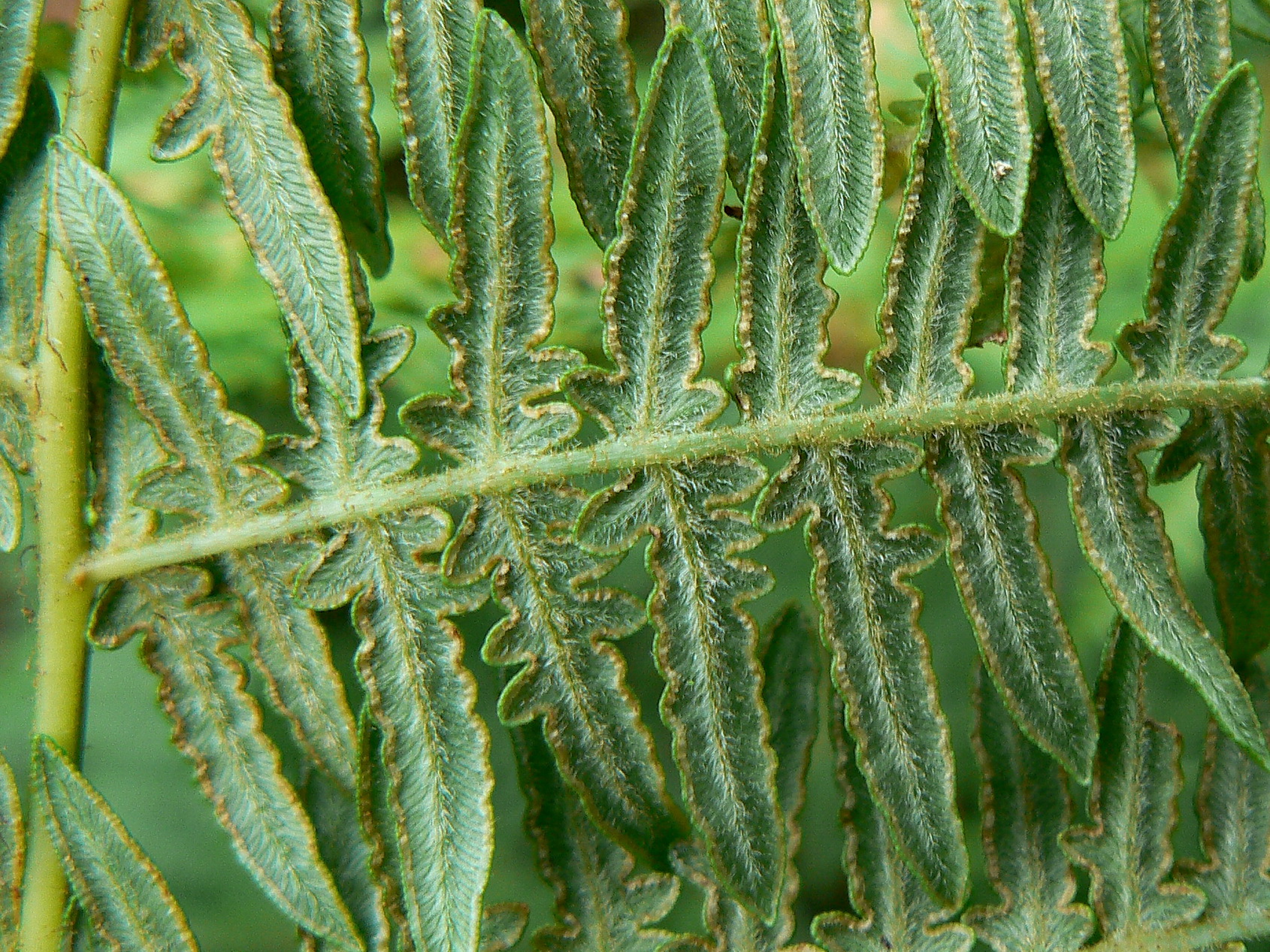
Blattunterseite mit den Sori des Adlerfarn (Pteridium aquilinum)

## Systematik und Verbreitung
Die Familie Dennstaedtiaceae wurde durch Johannes Paulus Lotsy aufgestellt. Typusgattung ist Dennstaedtia Bernh. Der Gattungsname  Dennstaedtia ehrt den deutschen Arzt und Botaniker August Wilhelm Dennstedt (1776–1826).
Die Familie Dennstaedtiaceae gehört zur Ordnung der Polypodiales. In der Umschreibung nach Smith et al. 2006 werden in die Familie Dennstaedtiaceae auch die Gattungen der manchmal eigenständigen Familien Hypolepidaceae, Monachosoraceae und Pteridaceae eingegliedert. In dieser Umschreibung ist die Familie monophyletisch. Bei manchen Autoren sind bis zu 20 Gattung mit etwa 400 Arten hier eingeordnet. Bei den meisten Autoren bleibt Pteridaceae eine eigenständige Familie.
Die Familie Dennstaedtiaceae ist pantropisch verbreitet, der Adlerfarn (Pteridium aquilinum) ist kosmopolitisch verbreitet.
Die Familie Dennstaedtiaceae s. str. umfasst zehn oder elf Gattungen mit etwa 170 Arten:
- Blotiella Tryon: Die 9 bis 15 Arten sind in der Neotropis, in Afrika und auf den Maskarenen verbreitet.
- Dennstaedtia Bernh. (Syn.: Adectum Link, Coptidipteris Nakai & Momose, Costaricia H.Christ, Emodiopteris Ching & S.K.Wu, Litolobium Newman, Paradennstaedtia Tagawa, Patania C.Presl, Sitobolium Desv.): Die etwa 70 Arten gedeihen hauptsächlich von den Subtropen bis Tropen,[1] in der Neuen Welt, in Japan, Australien und Neuseeland. In China kommen acht Arten vor, zwei davon nur dort.[1]
- Histiopteris (J.Agardh) J.Sm.: Die etwa sieben Arten gedeihen hauptsächlich von den Subtropen bis Tropen, aber sie reichen mit Histiopteris incisa bis zu Inseln in der Nähe der Antarktis.[1]
- Hypolepis Bernh.: Die etwa 50 Arten kommen von Florida und Mexiko bis Südamerika, in Afrika, Madagaskar, in Asien, Australasien und auf Inseln im Pazifik vor. In China kommen acht Arten vor, zwei davon nur dort.[1]
- Leptolepia Prantl: Es gibt nur eine Art:
  - Leptolepia novae-zelandiae (Colenso) Mett. ex Diels: Sie kommt in Neuseeland und auf den Chatham-Inseln vor.[5]
- Microlepia C.Presl (Syn.: Scypholepia J.Smith): Die etwa 60 oder mehr als 80 Arten kommen in den Tropen bis Japan und Neuseeland vor. In China kommen etwa 25 Arten vor, acht davon nur dort.[1]
- Monachosorum Hance (Syn.: Monachosorella Hayata Ptilopteris Hance): Die etwa sechs Arten sind in Asien vom zentralen Himalaya bis Japan und auf Java sowie in Neuguinea verbreitet.
- Oenotrichia Copel.: Die etwa zwei Arten kommen in Neukaledonien vor.[5]
- Paesia J.St.-Hil.: Die etwa 14 Arten sind von Taiwan über Malesien bis Polynesien, in Neuseeland und in der Neotropis weitverbreitet.[1]
- Adlerfarne (Pteridium Gled. ex Scop.): Die etwa 13 Arten sind fast weltweit verbreitet, aber hauptsächlich in den Tropen. In China kommen sechs Arten vor, drei davon nur dort;[1] darunter dem kosmopolitischen:
  - Adlerfarn (Pteridium aquilinum (L.) Kuhn) mit mehreren Unterarten und Varietäten.[5]